# Eduard Kukan
Eduard Kukan (n. 26 decembrie 1939, Trnovec nad Váhom, Nitriansky kraj, Slovacia – d. 9 februarie 2022, Bratislava, Slovacia) a fost un politician slovac care a ocupat funcția de ministru al afacerilor externe din 1998 până în 2006. A fost candidat la alegerile prezidențiale din 3 aprilie 2004 și, deși sondajele preelectorale sugerase că va ajunge pe primul loc, de fapt a ajuns pe locul al treilea în urma eventualului președinte Ivan Gašparovič și a fostului prim-ministru Vladimír Mečiar, împiedicându-l astfel să concureze la turul de scrutin. A fost ales deputat în Parlamentul European (PE) în 2009, funcție pe care a deținut-o până în 2019.
În 1999, Kukan a fost numit trimis special al ONU pentru Kosovo de către secretarul general al ONU, Kofi Annan , rol pe care l-a ocupat alături de Carl Bildt.

## Educație
Kukan a absolvit Institutul de Stat de Relații Internaționale din Moscova în 1964, unde a dobândit, de asemenea, o stăpânire excelentă a limbii swahili. După absolvire, a primit un doctorat în drept de la Facultatea de Drept a Universității Caroline din Praga.

## Cariera diplomatică
De atunci, angajamentele sale au inclus:
Ministerul Afacerilor Externe al Cehoslovaciei la Praga (a început la 1 august 1964)
Cartierul general în Departamentul Africii Subsahariane (1964–1968)
Secretariatul ministrului (1973–1977)
Director al Departamentului pentru Africa Subsahariană (1981–1985)
Director al Departamentului pentru America Latină (1988–1990)
Ambasada Cehoslovaciei la Lusaka (1968–1973)
Ambasada Cehoslovaciei la Washington ca ministru-consilier și ambasador adjunct (1977–1981)
Ambasada Cehoslovaciei la Addis Abeba ca ambasador (1985–1988)
Reprezentant permanent al Cehoslovaciei la ONU la New York (1991)
Reprezentant permanent al Slovaciei la ONU (1993)
Președintele ONU al Comitetului pentru Afaceri Sociale, Umanitare și Culturale
Trimis special pentru Balcani (1991–2001)
Ministrul Afacerilor Externe al Slovaciei (martie 1994 – decembrie 1994)
Ministrul Afacerilor Externe al Slovaciei (octombrie 1998 – 2006)
Trimis special pentru Balcani (1991–2001)

## Membru al Parlamentului European, 2009–2019
Kukan este deputat în Parlamentul European de la alegerile europene din 2009. În campania electorală, el a condus lista de candidați ai Uniunii Democrate și Creștine Slovace (SDKÚ) de centru-dreapta.
De atunci, Kukan face parte din Comisia pentru afaceri externe. În plus, a fost membru al Subcomisiei pentru Drepturile Omului între 2009 și 2014. În 2014, s-a mutat în Subcomisia pentru securitate și apărare.
În 2010, Kukan s-a alăturat Prietenilor SEAE, un grup de presiune neoficial și independent, format din cauza îngrijorărilor că Înaltul Reprezentant al Uniunii pentru Afaceri Externe și Politica de Securitate, Catherine Ashton, nu acorda suficientă atenție Parlamentului și împărtășește prea puține informații. privind formarea Serviciului European de Acțiune Externă.
Kukan a condus misiunea de monitorizare a parlamentului în timpul alegerilor generale din Uganda din 2016.
Viața personală și moartea Edit
Kukan era căsătorit și avea doi copii adulți. Pe lângă limba sa maternă și swahili, vorbea engleză, rusă și spaniolă. În 1993, i s-a acordat o diplomă onorifică în drept de către Colegiul Upsala din New Jersey.
A murit în urma unui atac de cord la Bratislava la 9 februarie 2022, la vârsta de 82 de ani.